# 燕型敷設艇
燕型敷設艇（つばめがたふせつてい）は、日本海軍の敷設艇。同型艦2隻。日本海軍の近代型敷設艇のプロトタイプとなった艇。

## 計画
第一次世界大戦におけるイギリス海軍対潜作戦の戦訓研究の結果、1921年(大正10年)には防潜網、捕獲網、基準網などが制式兵器に採用され、また防潜網を敷設する小艦艇を建造して実験訓練をすることが至急必要とされた。これを受けてワシントン海軍軍縮条約後の大正12年度（1923年）の新補充計画の中には、500噸型捕獲網艇3隻、500噸型基準網艇2隻、5,000噸型急設網艇1隻の建造が含まれた。最終的には補助艦艇製造費から1,345噸型急設網艦の「白鷹」と450噸型捕獲網艇の本型2隻が建造された。捕獲網は水上艦艇が敷設して潜水艦を捕獲するための兵器で、捕獲網艇は港湾防御のために各防備隊に配属され、捕獲網設置を主任務とする艦艇である。本型はその他に急設網(防潜網)や機雷の敷設、更に掃海も要求された。また排水量は予算上なるべく小さくされ、その任務上、運動性は軽快なことが求められた。

## 船型
日本海軍がこの時点で保有していた敷設艇(敷設特務艇)の「測天型」が雑役船形式の船だったのに対し、本型は排水量はほぼ同じであるが、タイプシップを第1号型掃海艇として入念な設計がされた。
船体は基本的に平甲板型で、船首に約4mの短いシェルターデッキを設けた。船体中央の断面は水線上で最大幅となり上に向かって幅が減少するタンブルホームを有していたが、更にその上にはフレアを付けて上甲板で再び最大幅になる複雑な形状になっていた。また上甲板舷側には高さ600mmのブルワークを設けた。これは捕獲網搭載のための配慮と言われている。
機関はボイラー2基、レシプロ2基でそれぞれを1室ごとに収め、缶室(ボイラー室)の前後に石炭庫を、舷側部に重油タンクを設置した。
主砲の8cm高角砲は船橋の前に1段高くフラットを設けて設置し、上甲板の作業を妨げないようにした。13mm単装機銃は後部マスト直後の上構上に設置されている。捕獲網は船体後部下方に網庫を設けて格納し、後甲板には網の設置台があった。捕獲網を搭載しない場合は上甲板に機雷80個を搭載でき、両舷に機雷運搬軌条を設けていた。また船首シェルターデッキ上にデリックを設け、機雷や網の揚収に使用した。
乗員は平時にあっては局地防御用として湾口付近で使用するため、少数の人数で居住区もできるだけ簡素な艤装とし、戦時には前進基地へ進出するため、平時の2倍近くの乗員の居住ができるようにしていた。
問題点もあって、吃水が浅くて重心が高く、その後に復元性能が問題になる日本海軍小艦艇の始まりとなる艇の1隻だった。そのため友鶴事件後には本型も舷側ブルワークの撤去、煙突やマストの短縮、深さ450mmのバラストキールを装着、艦底にバラスト55トンを搭載するなどの復元性能改善工事を施した。また同時にビルジキールを増大させている。
大戦中は兵装増備も実施されたと思われる。1944年11月での「燕」は、13mm単装機銃に代わり25mm連装機銃を装備、その他25mm単装機銃4挺を増備したとされる。

## 運用
建造中に捕獲網艇の類別が廃止となり二等敷設艇として1929年（昭和4年）に完成した。1931年（昭和6年）に等級の廃止により敷設艇となる。
1938年（昭和13年）より支那方面艦隊に属し九江攻略作戦などに従事、太平洋戦争緒戦の南方進攻作戦では掃海、敷設、航路標識設置などで活躍した。大戦中は船団護衛を主な任務とし、大戦後半に2隻とも南西諸島方面で戦没している。

## 同型艦
- 燕
- 鴎